# Charles Oudin (relojes)
Charles Oudin es una de las casas de relojería francesas más antiguas. Fue fundada a finales del siglo XVIII en París por Jean-Charles (conocido como Charles) Oudin, que provenía de una familia de relojeros del noreste de Francia. Cuatro generaciones de la misma familia ejercieron la profesión desde mediados del siglo XVIII, primero en el Mosa y luego en París. Varios de ellos trabajaron para el maestro relojero Abraham Louis Breguet.
Charles Oudin, el miembro más conocido de esta dinastía relojera, fundó su propia empresa a finales del siglo XVIII y se dedicó a la relojería de lujo y de precisión. Los primeros relojes con la firma “Charles Oudin, alumno de Breguet” datan de 1797. En 1805 creó un “reloj repetidor de tacto” para la emperatriz Josefina. Su participación en las principales exposiciones de la época le hizo destacar. Así, en la Exposición de los productos de la industria francesa de 1806 recibió una Mención de Honor por un reloj de cuerda automático, y en la Exposición de Productos de la Industria Francesa de 1819, una Mención de Honor por un reloj de ecuación.

## En el entorno de Breguet
La familia Oudin, originaria del noreste de Francia, produjo varios relojeros de renombre. El primero en ser conocido, Jean Baptiste Oudin, había nacido en Clermont de Argonne (Mosa). Sus hijos Nicolas y Charles (a quien aquí se denomina "Charles el viejo") se convirtieron a su vez en relojeros, al igual que sus respectivos hijos. Charles Oudin el viejo (1743-1803) permaneció toda su vida en Sedán (Ardenas), ciudad de la que llegó a ser alcalde en 1794, y trabajó para el relojero Breguet, en cuyos libros de contabilidad aparece bajo el nombre de “Oudin padre”.
Charles Oudin el viejo y su hermano Nicolas tuvieron cada uno un hijo relojero, y ambos trabajaron en el taller parisino de Abraham Louis Breguet (1747 - 1823), considerado el fundador de la relojería moderna. Los primos hermanos Charles (hijo de Nicolas (1768-1840)) y Joseph (hijo de Charles Oudin el Viejo (1773-hacia 1842)) fueron apreciados por Breguet. Mientras permanecieron en su taller, participaron en el desarrollo y producción de varios de sus inventos, desde el simple reloj de suscripción (que se podía comprar a plazos) hasta los más elaborados relojes perpetuos.
Sin embargo, el más conocido y prolífico de los dos fue Charles, quien en particular desarrolló un ingenioso dispositivo de ecuación del tiempo, que permitía a los relojes de suscripción Breguet indicar la hora real (hora solar), como la hora media, universalmente utilizada en la vida cotidiana.
Cuando durante la Revolución Francesa Breguet huyó de Francia para refugiarse en Suiza, Charles Oudin (llamado "Oudin Sedan" en los libros de contabilidad de Breguet) ayudó a Boulanger, el asistente del maestro relojero, a continuar la actividad del taller. Abraham-Louis Breguet lo estimó hasta el punto de ofrecerle la dirección del taller, oferta que Oudin rechazó cortésmente. Breguet también le concedió permiso, muy raramente concedido, para firmar sus relojes como "Charles Oudin, alumno de Breguet". De hecho, sus obras pueden rivalizar con las de su maestro.

## Charles Oudin en el Palacio Real

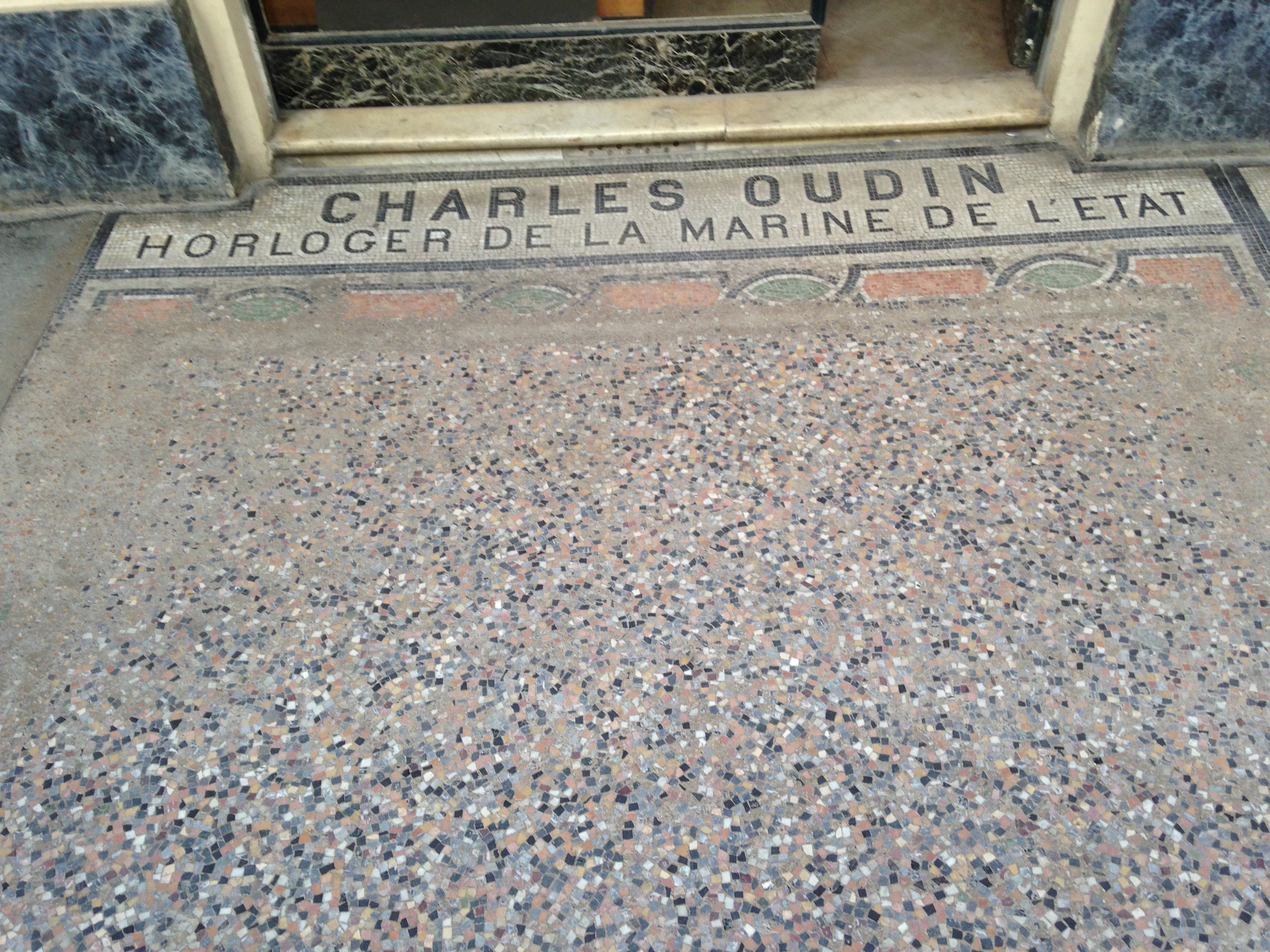
Mosaico con el nombre de Charles Oudin (Palacio Real, París)

En 1801 Charles Oudin estableció su taller en el Palais-Royal de París, un lugar muy de moda en aquella época. Pasando a ser prerrogativa del duque de Orleans, hermano de Luis XIV, en 1692, siguió siendo el palacio de la familia Orleans. En 1780, Luis Felipe de Orleans, el futuro Felipe Igualdad, hizo construir allí un vasto conjunto de edificios con columnatas, galerías comerciales, cafés e incluso un circo. El Palais Royal, que pronto se convirtió en un lugar popular para el entretenimiento y las citas, tenía muchas boutiques elegantes. En este barrio céntrico y muy de moda, la primera dirección de Charles Oudin fue la Galerie de Pierre, n.º 65.
En 1809, se menciona a Charles Oudin en el número 52 de la calle Richelieu, palacio del Tribunat. Aún hoy se puede admirar su mosaico incrustado en el pavimento, donde aparece su título de “Relojero de la Armada Francesa”.
Charles Oudin permaneció establecido en este distrito durante toda su vida, aunque las direcciones variaron un poco: Galerie de Pierre, 52 (en 1811); Palacio Real, 52 (en 1812); y Palais Royal, Galerie Montpensier, 52, en 1845.
En 1797, Charles Oudin se casó con Antoinette Leroy, hermana de otro renombrado relojero, Basile-Charles Leroy. Tuvieron un hijo, Charles Raymond (muerto en 1867) y una hija, Elzire Marguerite. El 30 de junio de 1836, Charles Oudin vendió su negocio a su hijo Charles Raymond, quien continuó el negocio de su padre.
En 1899, entonces bajo la dirección de Amédée Charpentier, la casa fue trasladada al número 17 de la avenida de la Ópera.
Cabe señalar que, a lo largo de su historia, la firma Charles Oudin ha permanecido fiel al centro histórico de París, de modo que sus talleres y boutiques se han ubicado sucesivamente en el Palacio Real, en la avenida de la Ópera y en la plaza de la Vendôme.

## Oudin-Charpentier: un nuevo comienzo
Alrededor de 1857, Charles-Raymond vendió la firma Charles Oudin a un relojero llamado Amédée Charpentier, cuya empresa ha seguido produciendo relojes bajo la denominación "Oudin-Charpentier", y continúa su actividad en el Palais Royal, núm. 52 y la calle Montpensier, núm. 30. Durante este período, la casa adquirió una dimensión internacional, con direcciones o representantes en Londres y Nueva York.
Amédée Charpentier se convirtió en un relojero de renombre, especializado en relojes de precisión, relojes complicados y relojes de lujo. Entre sus clientes figuraron el rey y la reina de España, el papa Pío IX, el emperador y la emperatriz de Rusia, los reyes de Italia y Grecia y la emperatriz Josefina.

## Charles Oudin en las exposiciones
La casa Charles Oudin participó en importantes exposiciones, primero nacionales (como las Exposiciones de productos industriales franceses) y posteriormente internacionales (como las Exposiciones Internacionales que marcaron la siglo XIX).
Entre las exposiciones de productos industriales en las que participó la firma, se pueden citar las de 1806 y 1819. En 1806, Charles Oudin recibió una medalla por un reloj al que se le daba cuerda con un colgante, una hazaña en aquella época. En la Exposición de 1819, la casa exhibió, entre otras cosas, un “reloj de ecuaciones con una disposición ingeniosa”, que le valió una mención.
Charles Oudin también estuvo presente en las Exposiciones Internacionales de Londres en 1862 y de París en 1867.
En estas ocasiones, la casa Oudin-Charpentier publicó catálogos describiendo detalladamente las piezas expuestas. Entre ellos, los relojes “Duquesa” (núms. 17 y 18, 1862); un reloj de cadeneta con cristal de roca (n.º 24, 1862); un cronómetro de bolsillo con cuerda y tabla de ecuaciones (núm. 47, 1862); un regulador de chimenea fabricado para el emperador Napoleón III (n.º 1, 1867); un reloj de nácar fabricado para la emperatriz de Rusia, quien se lo regaló a la princesa Dagmar, esposa del zar Alejandro III de Rusia (núm. 38, 1867); y un reloj de cuerda, gran sonería y repetición de minutos, fabricado para el conde de Villafranca, (N.º 55, 1867).
En esta época Charles Oudin creó relojes extraordinarios para las familias reales de Europa. Entre sus clientes se incluyen el zar y la zarina de Rusia, el rey y la reina de España, el rey de Portugal y la emperatriz Josefina, Napoleón III, el "conde de Chambord", el rey de Italia, el rey de Grecia, el Papa Pío IX.

## Precisión e innovación técnica
Como indican sus estrechos vínculos con Abraham-Louis Breguet, la casa Charles Oudin ha estado marcada desde sus inicios por la búsqueda de la precisión y la innovación técnica. Como tal, se deben citar varios relojes:
- Un reloj de viaje firmado "Oudin à Sedan", fabricado hacia 1790, con escape de gatillo pivotante y repetición de cuarto de Arnold y cuya caja de oro es similar a la que Breguet entregó a Napoleón Bonaparte en 1798.
- Un reloj de "suscripción" firmado "Charles Oudin, Alumno de Breguet, Palais Royal nº 65" con escape especial, fabricado hacia 1800. Charles Oudin desarrolló un mecanismo específico para los relojes de suscripción de Breguet.
- Un reloj perpetuo, grabado con la inscripción "Inventado y ejecutado por Ch. Oudin Alumno de Breguet", realizado para la Exposición de los Productos de la Industria Francesa de 1806 (hoy en el Museo Patek Philippe de Ginebra).
- Un reloj automático, un reloj con cuerda mediante un colgante,[17] y un reloj con indicación de fase lunar y los meses sinódicos, que recibieron premios en la Exposición de Productos de la Industria Francesa de 1806.
- Un reloj de ecuación del tiempo premiado en la Exposición de Productos Industriales Franceses de 1819.
- Un reloj de "suscripción"[18] con ecuación del tiempo, fabricado alrededor de 1820.
- Un pequeño cronómetro marino con escape especial, fabricado alrededor de 1830.
- Reloj de repetición de cuartos, sonería grande y pequeña y termómetro, fabricado hacia 1850.
- Reloj de viaje con sonería grande y pequeña, fases lunares, alarma y escape especial, fabricado en 1869.
- Un reloj con repetición de minutos de ocho días, sonería grande y pequeña y cuerda colgante, fabricado para el conde de Chambord alrededor de 1870.

## Clientes famosos

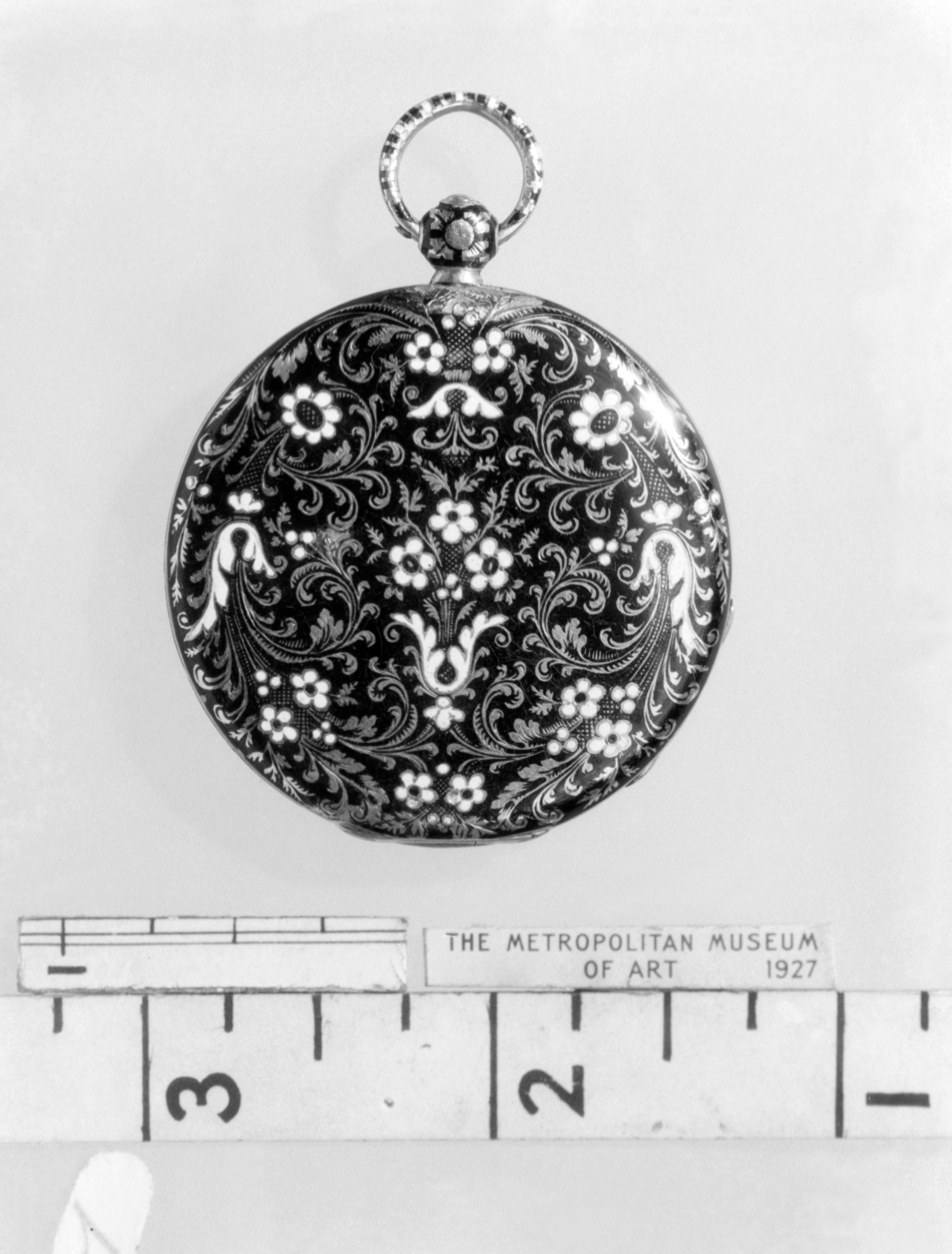
Reloj de oro y esmalte (1822–38), donado al Museo Metropolitano de Arte en memoria de Lady Fletcher-Moulton, en 1926

Durante su existencia, la casa Charles Oudin ha contado entre sus clientes a numerosas celebridades y personalidades influyentes. Durante la Exposición Universal de Londres de 1862, se cita a Oudin como relojero privado del Emperador y la Emperatriz de Francia, el Papa, el Rey y la Reina de España y la Armada Imperial. Entre sus clientes famosos, se puede mencionar a:
- Josefina de Beauharnais, para quien se creó un reloj repetidor táctil (es decir, uno que puede decir la hora de forma silenciosa y táctil), en 1805.[20]
- La reina Victoria, para quien Charles Oudin fabricó un reloj en miniatura hacia 1840, que recibió el nombre de "Six Pence" por su pequeño tamaño, similar al de la moneda inglesa.
- El Conde de Adhémar, para quien se hizo un cronómetro de bolsillo en 1859[21]
- El conde Komar, que adquirió un cronómetro de bolsillo con movimiento de oro macizo en 1860.
- El rey consorte de España Francisco de Asís de Borbón, para quien la casa Oudin creó un pequeño reloj de viaje con timbre de paso, repetición de cuartos, escape de áncora libre y ajuste cronométrico.[22]
- Napoleón III, para quien se construyó un regulador de chimenea en 1867.[23]

## Relojes joya y moda parisina
Además de su preocupación por la precisión y la perfección técnica, la casa Charles Oudin siempre ha creado relojes a la última moda, cuyas ricas y elegantes decoraciones fueron creadas por los mejores artesanos parisinos. Entre ellos se pueden citar:
- Un reloj de oro y esmalte en forma de bolso, cuya tapa está decorada con diamantes y una estrella engastada con amatistas y diamantes, fabricado alrededor de 1860.
- Relojes en forma de cruz, el primero de los cuales data de 1859. Uno de ellos, decorado con brillantes, zafiros y rubíes, fue realizado para la Reina de España hacia 1860.
- Un reloj colgante esqueleto de oro y cristal de roca, engastado con diamantes, con el lema "Dios mi derecho" escrito en cartuchos de esmalte en la esfera del reloj, fabricado para la Feria Mundial de Londres en 1862.
- Hacia 1920, a principios de los "locos años veinte", Oudin ofreció sus primeros relojes de pulsera para hombre y mujer, respondiendo a la nueva moda de los relojes de pulsera. Algunos de estos relojes, en oro o platino, están adornados con piedras preciosas como esmeraldas, zafiros, perlas finas y diamantes.

## En los museos

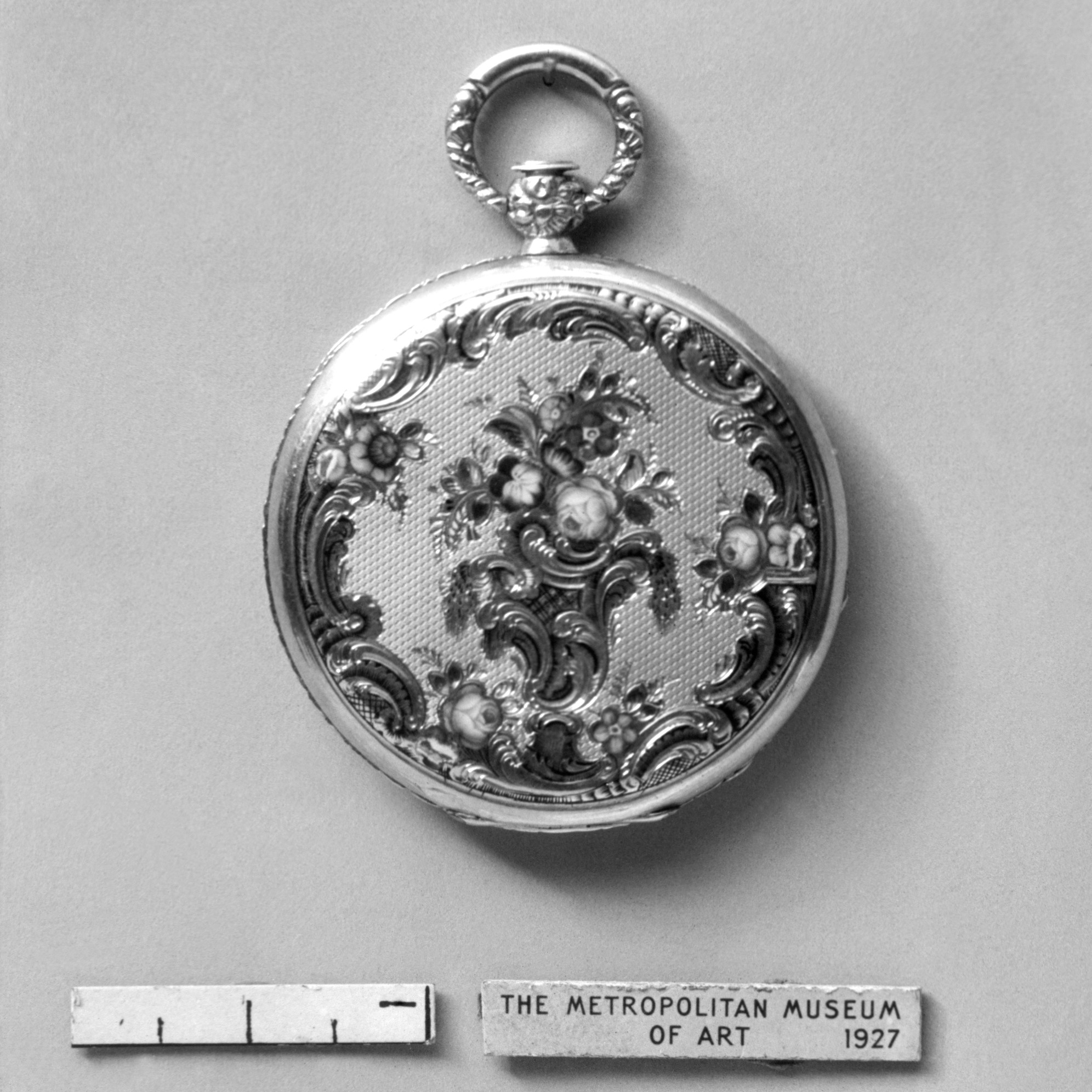
Reloj de oro, esmalte y plata, hacia 1835 (Museo Metropolitano de Arte)

Hoy en día, muchas piezas de Charles Oudin se conservan en museos de todo el mundo. Entre ellas:
- Un reloj de oro de "suscripción", con un sistema de ecuación del tiempo inventado por Charles Oudin, fabricado alrededor de 1825, del Museo Paul-Dupuy de Toulouse.[24]
- Un gran reloj plateado de dos ruedas con escape dúplex, anteriormente en la colección del Museo del Tiempo en Rockford, Illinois.[25]
- Dos relojes de señora en oro esmaltado, fabricados hacia 1830, en Museo Metropolitano de Arte de Nueva York.[26]
- Un pequeño reloj colgante con una larga cadena de oro decorada con perlas, fabricado alrededor de 1810, en el Museo Bowes del Castillo de Barnard, Reino Unido.[27]
- Un reloj de luto de cadeneta con una caja de ebonita, fabricado alrededor de 1860, en el Museo Británico de Londres.[28]
- Un reloj de cadeneta en el Museo del Hermitage de San Petersburgo.
- Dos relojes perpetuos en el Museo Patek Philippe de Ginebra.
- Un reloj en el museo Breguet de París.
- Un reloj calendario fabricado alrededor de 1865, en el Conservatorio Nacional de Artes y Oficios de París.[29]

## Relanzamiento
En 1998, Camille Berthet, también perteneciente a la familia de relojeros, se hizo cargo de la marca Charles Oudin. Hoy en día, la casa produce esencialmente relojes joya. Las colecciones “Retro” y “Deco” están inspiradas en los modelos Art déco de inicios del siglo XX. La colección “History”, con sus relojes con complicaciones en oro y platino, evoca el pasado de Charles Oudin como relojero de la Marina. La colección “Curvex”, lanzada en 1999, está compuesta por relojes enteramente engastados con piedras preciosas. La creación del modelo “Full Amazone”, que se ha convertido en un emblema de la casa, data del año 2000.
Las dos hijas de Camille Berthet, Claire y Carole, se incorporaron a la casa en 2005 y 2008 respectivamente.